# Croix-Bleue des Arméniens de France
Pour les articles homonymes, voir Croix Bleue (homonymie).
La Croix-Bleue des Arméniens de France ou CBAF est une association créée en 1919 sous le nom de « Croix-Rouge d'Arménie » avant de prendre le nom de « Croix-Bleue » en 1935 sous l'impulsion d'Archag Djamalian,.

## Historique
En 1919 est fondée à Marseille la Croix Rouge d'Arménie, filiale française de l'Union d'aide arménienne (Hay Oknoutian Mioutioun) fondée en 1910 à New York.
En 1928, l'organisation est renommée Croix rouge arménienne d'Europe occidentale. Elle prend son nom définitif en 1935. Hourie Ipékian préside l'association en 1962.